# M (grup de música)
M va ser un projecte de música britànica new wave i synthpop des de Londres, Anglaterra dirigit pel músic anglès Robin Scott durant un breu període a finals dels anys 70 i principis dels anys 80. M és més conegut per l'èxit "Pop Muzik" de 1979, que va arribar al número dos de la taula de singles del Regne Unit el maig de 1979, i al número u a la llista Billboard Hot 100 dels Estats Units el 3 de novembre de 1979. Músics que van contribuir a M en un moment o un altre són Wally Badarou, Mark King, Phil Gould, Lydia Canaan i Gary Barnacle de Level 42.

## Carrera
Scott va utilitzar per primera vegada el pseudònim M el 1978, quan va llançar el senzill "Moderne Man". El seu següent senzill, "Pop Muzik", comptava amb el germà de Scott al baix, la seva esposa Brigit Novik com a veu vocal, i Wally Badarou als teclats. L'àlbum Nova York - Londres - París - Munic es va publicar el 1979. M tenia tres senzills més que van aconseguir una entrada a la carta d'èxits al Regne Unit, "Moonlight and Muzak" (núm. 33 el desembre de 1979), "That is the way the Money Goes" (núm. 45 el març de 1980) i "Official Secrets" (Núm. 64 el novembre de 1980). M va publicar tres àlbums d'estudi al llarg de la seva carrera: Nova York • Londres • París • Munic el 1979, The Official Secrets Act el 1980 i Famous Last Words, el 1982, que mai es va publicar al Regne Unit. Un quart àlbum, Robin Scott amb Shikisha, es va gravar el 1984, però no es va publicar fins al 1998. El primer senzill de M "Moderne Man" es va remixar després amb "Satisfy Your Lust", el costat B de "That is the Way the Money Goes", i va aparèixer com a medley al seu àlbum Nova York • Londres • París • Múnic. Els senzills originals van aparèixer a la reedició del CD de 1997. Una versió remesclada de "Pop Muzik" es va tocar abans de cada concert del PopMart Tour d'U2.

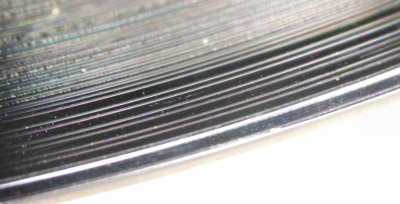
Imatge de la vora del senzill de doble cara i 12 polsades "Pop Muzik" del grup M.

## Discografia

### Àlbums

#### Àlbums d'estudi
| Any  | Àlbum                              | UK Albums Chart | U.S. Billboard 200 Chart |
| ---- | ---------------------------------- | --------------- | ------------------------ |
| 1979 | New York • London • Paris • Munich | —               | 79                       |
| 1980 | The Official Secrets Act           | —               | —                        |
| 1982 | Famous Last Words                  | —               | —                        |
| 1984 | Jive Shikisha! †                   | —               | —                        |

† Enregistrat en 1984 – no publicat fins 1998 i acreditat a Robin Scott & Shikisha.

#### Àlbums de compilació
- Pop Muzik – The Very Best of M (1996, Music Collection International)
- Pop Muzik (1997, Collectables Records) Regravació de la versió estatunidenca de New York • London • Paris • Munich.
- 'M' The History – Pop Muzik The 25th Anniversary (2004, Union Square Music)
- Pop Muzik – 30th Anniversary Remixes (2009, Echo Beach) Àlbum-Remix que presenta 13 remescles de "Pop Muzik".

### Senzills
| Any  | Títol                           | UK Singles Chart | U.S. Billboard Hot 100 Chart |
| ---- | ------------------------------- | ---------------- | ---------------------------- |
| 1978 | "Moderne Man"                   | —                | —                            |
| 1979 | "Pop Muzik"                     | 2                | 1                            |
| 1979 | "Moonlight and Muzak"           | 33               | —                            |
| 1980 | "That's the Way the Money Goes" | 45               | —                            |
| 1980 | "Official Secrets"              | 64               | —                            |
| 1981 | "Keep It to Yourself"           | —                | —                            |
| 1982 | "Danube"                        | —                | —                            |
| 1983 | "Eureka" ‡                      | —                | —                            |
| 1984 | "Crazy Zulu" ‡                  | —                | —                            |
| 1989 | "Pop Muzik" (remix)             | 15               | —                            |

‡ – Acreditat com a Robin Scott